# Tunnel Saint-Félix
Pour l’article homonyme, voir Tunnel Saint-Félix (œuvre d'art).
 (novembre 2016).
Le tunnel Saint-Félix est un tunnel-canal situé dans la partie la plus en aval du cours de l'Erdre, à Nantes.

## Situation et accès
Le tunnel-canal est situé en enfilade sous une zone constituée successivement du Nord au Sud par le cours Saint-André, la place Maréchal-Foch, le cours Saint-Pierre, la place Duchesse-Anne, puis enfin le cours John-Kennedy. Son entrée Nord, voûtée, se situe sur le plan d'eau de l'extrémité Sud du quai Ceineray, à proximité du square du Maquis-de-Saffré, et débouche au Sud, dans le canal Saint-Félix devenu le « Port de l'Erdre », permettant la navigation jusqu'à la Loire, par l'intermédiaire d'un barrage et d'une écluse, situé à l'Ouest de l'ancien stade Marcel-Saupin.

## Origine du nom
Le canal porte le nom de l'ancien bras de la Loire vers lequel l'Erdre est détournée lors des aménagements du XIXe siècle, qui, lui-même porte le nom de Félix de Nantes,, évêque de la ville au VIe siècle, qui en ordonne le creusement.

## Historique

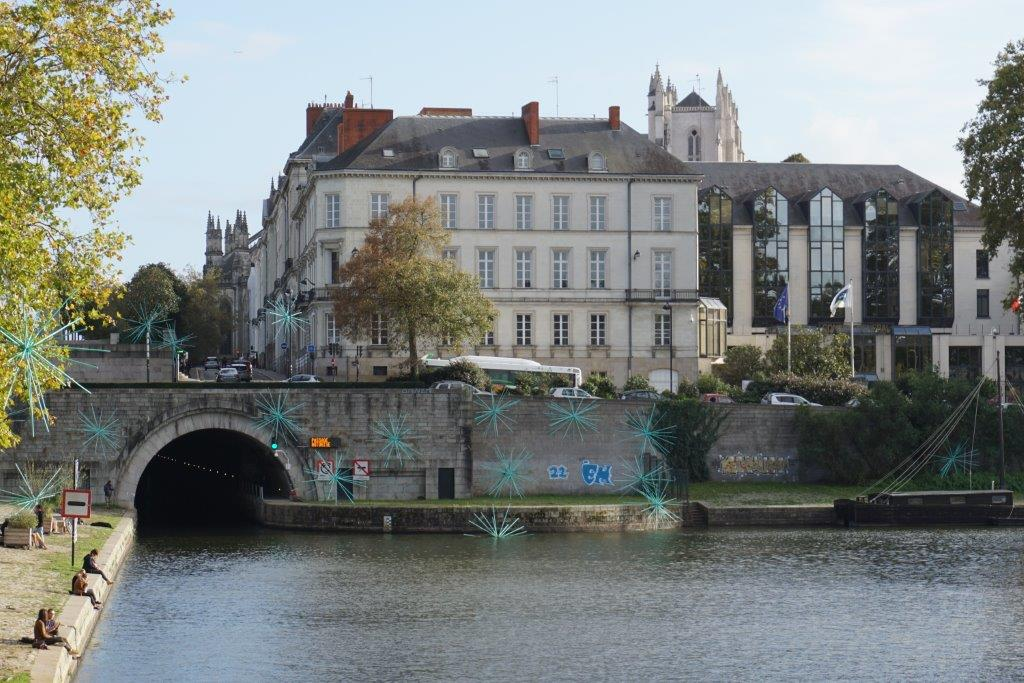
Entrée Nord du Tunnel

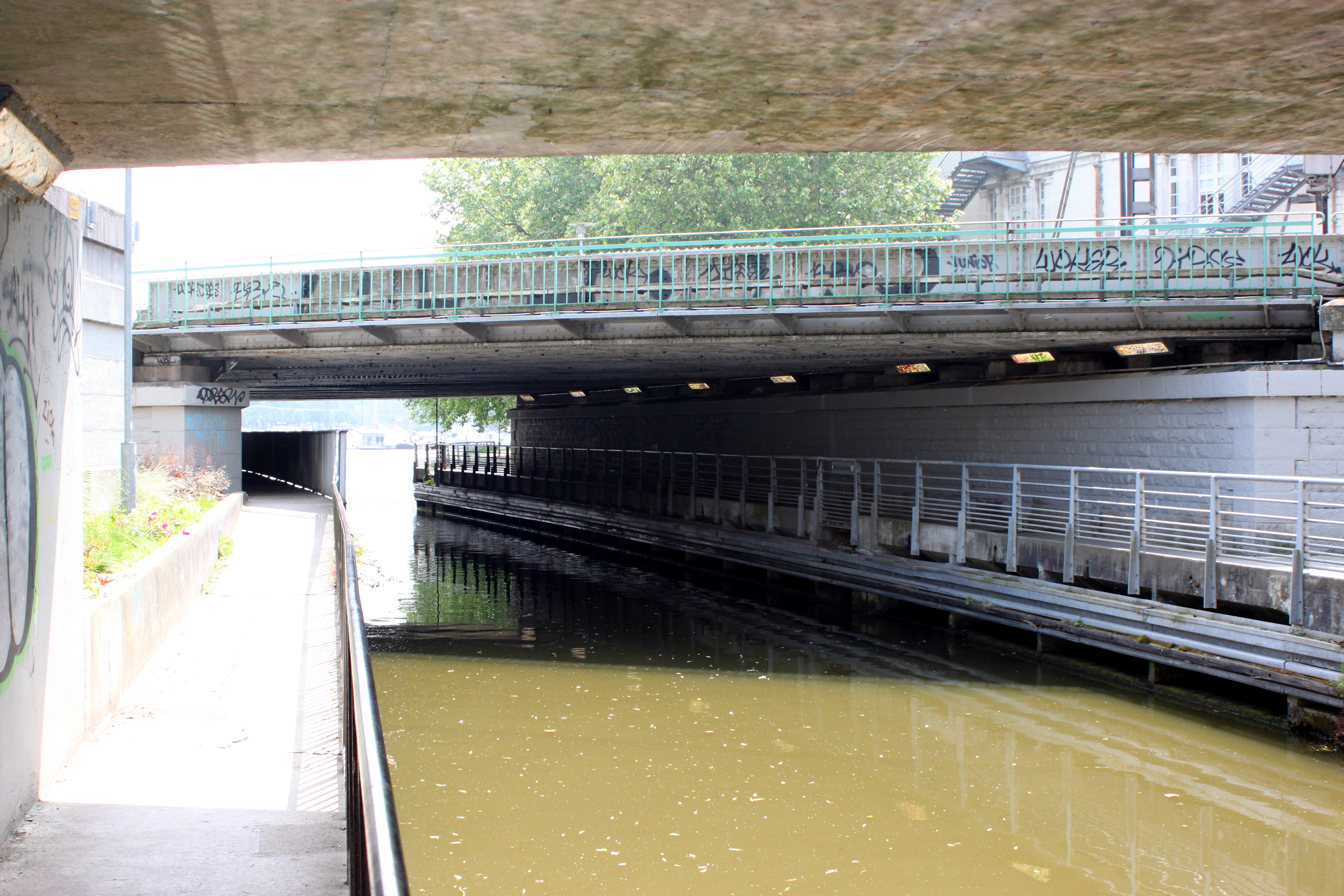
L'Erdre en bas à sa sortie Sud du tunnel, passe sous le pont SNCF et la chaussée du quai Malakoff, avant son débouché dans le "Port de l'Erdre" du canal Saint-Félix.

### Genèse
La construction du tunnel résulte d'un projet et de la réalisation d'un vaste plan de comblement des bras Nord de la Loire (ceux « de la Bourse » et « de l'Hôpital »), ainsi que du dernier kilomètre du cours de l'Erdre, décidé par la municipalité en 1926. Les principales raisons de ces travaux sont, notamment, de remédier aux problèmes d'ensablement du fleuve et à l'étroitesse des quais régulièrement dégradés par les crues du fleuve, notamment ceux qui se trouvent le long du bras de la Bourse et qui supportent la ligne de chemin de fer vers Saint-Nazaire depuis la gare de Nantes.
Le comblement de la boucle Ouest du cours inférieur de l'Erdre - qui laisse, ainsi, la place au futur cours des 50-Otages est nécessaire dans la mesure où le point de confluence de la rivière avec la Loire se trouve justement au niveau du bras de la Bourse. Afin d'assurer l'écoulement satisfaisant du flut de la rivière, il est donc indispensable de dévier son cours. On opte alors pour le creusement d'un canal souterrain à l'Est de l'ancien lit, sous les cours Saint-Pierre et Saint-André, ainsi que sous la place Duchesse-Anne, constituant la distance la plus courte et la moins onéreuse entre les deux cours d'eau, pour déboucher dans le canal Saint-Félix - Port de l'Erdre, sur des terrains non construits. Le choix d'un ouvrage souterrain est dicté par la volonté de préserver la configuration initiale du site.

### Réalisation des travaux
En février 1930, il est décidé une modification du projet initial, qui prévoyait la construction d'une écluse au niveau du square Sully (devenu depuis square du Maquis-de-Saffré), pour gérer les crues de l'Erdre. Cet élément est remplacé par un rehaussement de 1 mètre du canal.
Dans le cadre du plan Dawes, mis en place en 1924 pour le règlement de la dette de guerre allemande à la suite de la Première Guerre mondiale, les travaux de percement sous les cours Saint-Pierre et Saint-André sont confiés à la société Karl Brand, une entreprise de travaux publics de Düsseldorf, qui les exécute d'avril 1930 à juin 1933. Ceux sous la place Duchesse-Anne sont conduits par une entreprise nantaise, les établissements Ducos, d'avril 1930 à mars 1934.
L'ensemble du chantier y compris l'aménagement du canal Saint-Félix, achevé, est inauguré le 5 avril 1934. Une brochure éditée à l'occasion de la cérémonie d'inauguration indique que « les travaux qui ont nécessité l'extraction de 123 000 m3 de déblais, dont 75 000 de rocher, et la mise en œuvre de 46 000 m3 de maçonnerie ont présenté des difficultés du fait surtout de la grande profondeur de l'ouvrage sous le niveau de la rivière et du fleuve, de son exécution en plein centre-ville, et de reprises en sous-œuvre sous les monuments aux morts de la guerre de 1870 et de la guerre de 1914-1918, sous la chaussée du quai de Richebourg et sous les voies ferrées de la Compagnie d'Orléans ».
L'ingénieur allemand Karl Hotz est chargé de la supervision et conduite du projet pour la société Brand,. Celui-ci reviendra 7 ans plus tard, durant la Seconde Guerre mondiale où, devenu officier de la Wehrmacht avec le grade de lieutenant-colonel (Oberstleutnant), il occupera la fonction de Feldkommandant der Stadt Nantes, c'est-à-dire de responsable des troupes d’occupation pour le département de Loire-Inférieure, ceci jusqu'à son assassinat par la Résistance, en octobre 1941. Sa mort mènera à des représailles qui coûteront la vie à 48 otages, fusillés à Nantes, Châteaubriant dont le jeune Guy Môquet et Paris.

### Contraintes du tunnel
Le tunnel de Saint-Félix est peu utilisé pour la navigation à cause d'un gabarit restreint qui limite son utilisation. Néanmoins, durant une période comprise entre 2006 et 2009, il fut parcouru plusieurs fois par jour par le « Navibus Erdre », qui était un service public de transport en commun par navette fluviale géré par la Semitan. Il est utilisé par des plaisanciers qui sont amarrés au quai Henri Barbusse sur "Erdre" au Nord pour descendent en Loire où pour remonter le cours de l'Erdre depuis La Loire ou le Port de l'Erdre, qui est navigable sur une vingtaine de kilomètres depuis l'écluse de Saint-Félix.
Dans le cadre du projet de réaménagement des espaces publics autour de la gare SNCF Nord, des travaux de démolition de l'ouvrage sur une dizaine de mètres seront entrepris entre septembre 2018 et mars 2019, afin d'ouvrir l’espace et la vue sur le canal Saint-Félix et la tour de l'ancienne usine "LU" à partir de gradins végétalisés qui seront réalisés sur la rive côté gare SNCF Nord. Un nouvel escalier et une nouvelle rampe seront également aménagés pour faciliter l’accès au centre de culture Lieu unique.

## Caractéristiques

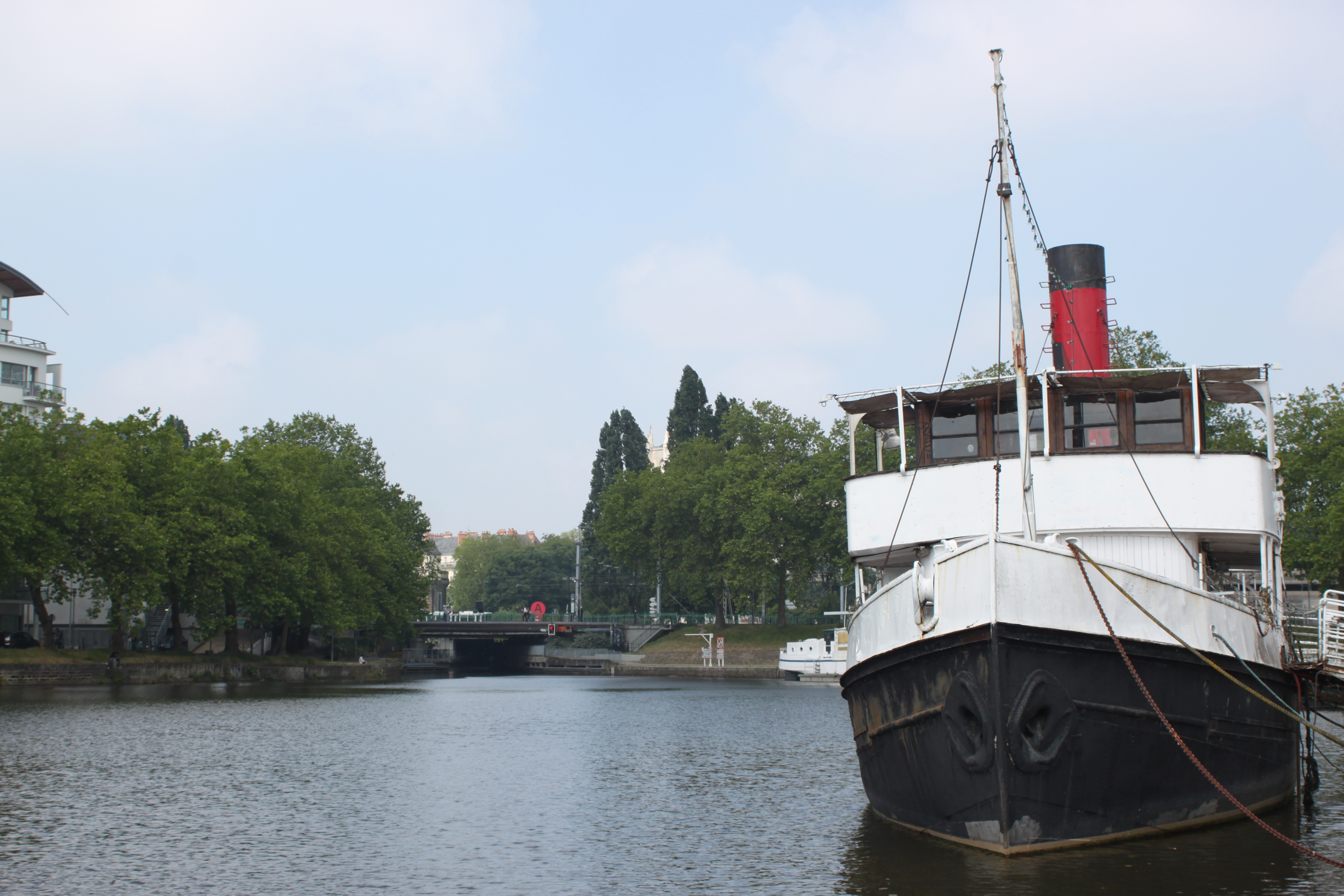
La sortie Sud du tunnel dans le canal Saint-Félix - Port de l'Erdre - (au centre de la photo).

Le Projet du Tunnel est approuvé par le ministère des Travaux Publics le 23/12/1927. C'est un tunnel-canal, de 740 m de long, composé de 2 tronçons distincts. Le premier, au Nord, est constitué d'une partie voûtée située sous les cours Saint André et Saint Pierre, d’une longueur de 550 mètres. La voûte circulaire est en béton armé, de 5 mètres de rayon, avec une épaisseur de 0,60 m à la clé, de 1,00 m aux naissances, enveloppe un front de cuvette de 8,40 m de hauteur sur 7,90 m de largeur et d'une section de 50 m2, creusée dans la partie rocheuse du terrain et couverte par 3 à 6 m de remblais. Un trottoir court sur toute sa longueur côté Ouest. Le deuxième tronçon, vers le Sud, dans un terrain plus meuble, est composé d'une galerie/cadre en béton armé de 190 m de long, située sous la place Duchesse-Anne avec une section rectangulaire de 8,50 m de large entre des piedroits de 2,25 m d’épaisseur. Ceux-ci sont renforcés de palplanches aux pieds des fondations.
Un trottoir d'1 m de large, avec garde-corps, court sur toute la longueur côté Ouest. La voûte Sud était fermée par des poutres transversales, en béton armé, supportant une mince épaisseur de terrain rapporté, cette partie a été démolie à la fin 2018. La largeur navigable est de 7 m et la hauteur est variable suivant la saison : de 3,60 m, en hiver, à 3,80 m, en été, aux basses eaux. Cette galerie se prolonge jusqu'aux voies ferrées de la sortie Ouest de la gare de Nantes et débouche dans le canal Saint-Félix - Port de l'Erdre, qui est un bassin à flot de 3,5 ha fermé par un barrage versant et l'écluse latérale no 1 du canal de Nantes à Brest) de 50 m de long par 7 m de large permettant l'accès à la Loire. Les travaux se termineront par la mise en eau du canal et du tunnel le 24/03/1934 et l'inauguration aura lieu le 05/04/1934.
L'accès du canal souterrain est régulé par 2 feux, rouge et vert, situés aux extrémités, car le croisement est impossible dans ce tunnel. La circulation dans l'ouvrage est contrôlée en permanence depuis le bureau de l'écluse de Saint-Félix par vidéo-surveillance et interphone. Un site internet donne des indications précises sur les tirants d'eau et d'air, sous les ponts et le tunnel, suivant l'heure et la saison ; le tunnel est éclairé en permanence et équipé d'un rail de guidage situés au-dessus du niveau de l'eau, sur le côté du trottoir.

### Coordonnées des lieux mentionnés
1. ↑  Ancien point de confluence entre la Loire et l'Erdre : 47° 12′ 51″ N, 1° 33′ 19″ O